# دانشگاه ماناس
دانشگاه ماناس بر اساس توافق‌نامه بین دولت‌های جمهوری ترکیه و جمهوری قرقیزستان در مورد تأسیس دانشگاه ماناس ترکی قرقیزستانی در بیشکک پایتخت قرقیزستان تأسیس شد.
دانشگاه ماناس برای تأمین مسکن دانشجویان دو ساختمان جدید خوابگاهی ساخته که در مجموع ۱۴۵۶ دانشجو را در خود جای داده‌است. این دانشگاه در رتبه‌بندی دانشگاهٔ در سال ۲۰۲۰ در بین کشورهای نوظهور اروپا و منطقه آسیای مرکزی در رتبه ۱۹۰ قرار گرفت